# Дионис Киркитов
Дионис Кочов Киркитов е български просветен деец, общественик и революционер, деец на Вътрешната македоно-одринска революционна организация.

## Биография
Дионис Киркитов е роден в град Енидже Вардар (Па̀зар), тогава в Османската империя, днес Яница в Гърция. Баща му е гъркоманският, сетне български свещеник Кочо Киркитов. Дионис е български преподавател в Литовой и други села, а сетне и в самия град. Междувременно се присъединява към ВМОРО като легален деец.
След Младотурската революция от юли 1908 година подкрепя левицата във ВМОРО.
След войните за национално обединение се установява в Пловдив, Царство България, където е активен член на Пловдивското македоно-одринско дружество и член на ръководния ѝ орган поне до 1926 година. Делегат е от братството на обединителния конгрес на СМЕО и МФРО от януари 1923 година.